# Ludvig Löfgren

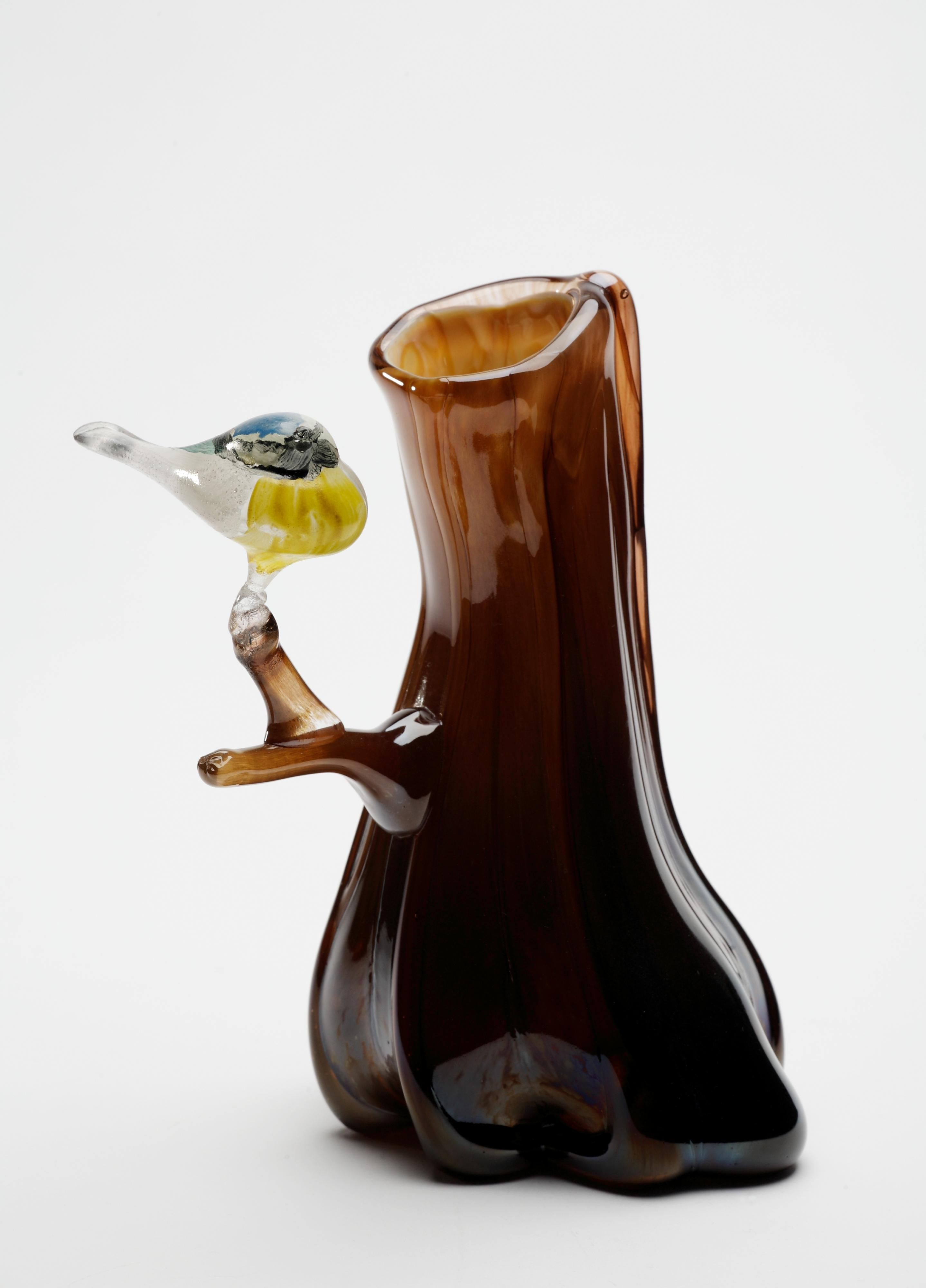
Pippivas formgiven och tillverkad av Ludvig Löfgren 2003

Ludvig Löfgren, född 1972, är en svensk glaskonstnär.

## Biografi
I slutet av 1980-talet studerade Löfgren vid Hovedskou Fine Painting School. Han gick vidare för studier i hantverk vid Kosta glasskola och Orrefors glasskola i början av 1990-talet. Därefter tog han examen från och Konstfack i Stockholm.

## Karriär
Löfgren arbetade för Kosta boda från 2007 men är sedan augusti 2013 knuten till Målerås glasbruk.

## Verk
Sedan 2001 finns hans representerad hos Statens konstråd och sedan 2004 på Operahuset i Oslo.